# Jacques Pohl (Sänger)
Jacques Pohl, eigentlich Jakob Pollak (14. Februar 1850 in Proßnitz – 8. November 1926 in Wien) war ein österreichischer Opernsänger (Bass) und Opernregisseur.

## Leben
Jacques Pohl, Sohn eine Lederhändlers, sollte ursprünglich Rabbiner werden, lernte aber zuerst einen kaufmännischen Beruf. Zu dieser Zeit sang er bereits im Proßnitzer Gesangsverein. Dort empfahl man ihm, Gesangsunterricht zu nehmen. Daraufhin ging er nach Wien und ließ seine Stimme von den Professoren Laufer, Schmitt und Franz Josef Löwenstamm schulen. Sein Debüt feierte er 1871 in Preßburg als „Silva“ in Ernani. Danach sang er an verschiedenen Bühnen Deutschlands, Österreichs, Hollands und der Schweiz als Bassist und Baßbuffo. 1880 gastierte er unter dem Namen Jakob Pollak am Hofburgtheater in Wien, wo er den Bartolo im Barbier von Sevilla sang. Nachdem er bis 1884 unter seinem wirklichen Namen Pollak aufgetreten war, nannte er sich danach Jacques Pohl. Später wandte er sich der Opernregie zu und hatte Auftritte in Operetten. Ab 1893 übte er diese Tätigkeiten am Theater an der Wien aus. 1900 ging er an das Carltheater. Er gab auch Unterricht in den dramatischen Fächern, insbesondere Oper, Operette und Posse.